# Rouvenac
Rouvenac  ist eine Ortschaft und eine ehemalige französische Gemeinde mit 226 (Stand: 1. Januar 2022) im Département Aude in der Region Okzitanien. Sie gehörte zum Arrondissement Limoux und zum Kanton La Haute-Vallée de l’Aude.
Mit Wirkung vom 1. Januar 2019 wurden die ehemaligen Gemeinden Fa und Rouvenac zur Commune nouvelle Val-du-Faby zusammengeschlossen und haben in der neuen Gemeinde der Status einer Commune déléguée. Der Verwaltungssitz befindet sich im Ort Fa.

## Lage
Die benachbarten Ortschaften sind Festes-et-Saint-André im Norden, La Serpent im Nordosten, Fa im Osten, Quillan im Süden, Puivert im Südwesten und Saint-Jean-de-Paracol im Westen.

## Bevölkerungsentwicklung
| Jahr      | 1962 | 1968 | 1975 | 1982 | 1990 | 1999 | 2008 | 2015 |
| --------- | ---- | ---- | ---- | ---- | ---- | ---- | ---- | ---- |
| Einwohner | 210  | 182  | 167  | 176  | 143  | 154  | 199  | 218  |